# فلش (بری آلن)
فلش (به انگلیسی: Flash) با نام اصلی بارتالومئو هنری آلن، یک شخصیت خیالی ابرقهرمان در کتاب‌های کامیک آمریکایی منتشر شده توسط دی‌سی کامیکس است. بری آلن به عنوان دومین شخصیت در دنیای دی‌سی به‌شمار می‌رود که عنوان فلش را یدک می‌کشد. شخصیت اول توسط نویسنده رابرت کنایر و طراح کارمین اینفانتینو خلق شده است که در شمارهٔ ۴ از مجموعه شوکیس (اکتبر ۱۹۵۶) ظاهر شد. نام او در نمایش‌های تلویزیونی به اسم بری آلن آمده است.
این شخصیت در اقتباس‌های مختلفی در رسانه‌های دیگر ظاهر شده است. جان ویسلی شیپ نقش شخصیت بری آلن را در مجموعه تلویزیونی سی‌بی‌اس با عنوان فلش (۱۹۹۰)، و گرنت گاستین نیز نقش وی را در مجموعه تلویزیونی سی‌دابلیو با عنوان فلش (۲۰۱۴) ایفا کرده‌اند. همچنین ازرا میلر در دنیای سینمایی دی‌سی، شامل فیلم‌های بتمن در برابر سوپرمن: طلوع عدالت (۲۰۱۶)، جوخه انتحار (۲۰۱۶)، لیگ عدالت (۲۰۱۷)، نسخهٔ لیگ عدالت زک اسنایدر (۲۰۲۱)، و فلش (۲۰۲۳) وظیفه بازی در این نقش را بر عهده داشت.
قدرت اصلی او سرعت ابرانسانی است. اثرات دیگر مانند نامرئی بودن به توانایی او در سرعت ارتعاش مولکولی مربوط می‌شود. فلش دارای یک لباس طلایی و قرمز خاص می‌باشد که در برابر مقاومت هوا و اصطکاک مقاوم است. همچنین او به صورت معمول لباس خود را به صورت فشرده در یک حلقه می‌گذارد.
داستان‌های کلاسیک بری آلن مفهوم دنیاهای چندگانه را به دی‌سی کامیکس معرفی کرد، و این مفهوم در طول سال‌ها نقش بزرگی را در تداوم بازتولیدی متفاوتی از دی‌سی کامیکس داشت. فلش به‌طور سنتی همیشه نقش‌های مهمی را در داستان‌های ریبوتی شرکت گسترده دی‌سی داشته است، و در کراس‌آور سال ۱۹۸۵ بحران در زمین‌های بیکران، بری آلن در راه نجات جهان‌های چندگانه مرد و از ترکیب منظم قهرمانان معروف دی‌سی برای ۲۳ سال حذف شد. بازگشت او به ترکیب منظم کمیک‌ها متعاقباً در سال ۲۰۰۸ در صفحات گرانت موریسون در داستان کمیک کراس‌آور بحران پایانی و به همراه سری محدود داستان فلش: تولد دوباره جف جانز اتفاق افتاد. او نقش‌های محوری را در داستان‌های کمیک کراس‌اوور تاریک‌ترین شب (۲۰۰۹)، فلش پوینت (۲۰۱۱)، همگرایی (۲۰۱۵)، و تولد دوباره دی‌سی (۲۰۱۶) بازی کرده است. از مهم‌ترین داستان‌های فلش رویداد فلش‌پوینت است که فیلم جدید فلش از آن اقتباس شده در این رویداد بری که پروفسور زوم با سفر در زمان به زمانی که بری آلن کودک بود مادر او را کشته بود تصمیم می‌گیرد خود به گذشته برود و جان مادرش را نجات دهد اما این اتفاق همه چیز دنیای دیسی را دگرگون می‌کند به عنوان مثال دیگر بروس وین نقش بتمن را نداشت و به جای آن که پدر و مادرش کشته شده باشند او کشته شده بود و پدرش توماس وین به بتمن تبدیل شده بود و آکوامن و واندر وومن در جنگ با یکدیگر بودند و چیزی به نام لیگ عدالت وجود نداشت سپس در حالی که دنیا در حال نابودی بود بری می‌دود و جلوی خود گذشته اش را از نجات مادرش می‌گیرد ولی متوجه می‌شود باز هم تغییراتی در دنیای دی‌سی ایجاد شده و اینگونه دنیای دی‌سی ریبوت و از نو ساخته شد و همه چیز در آن رنگ و بویی تازه به خودش گرفت با وجود اینکه بسیاری از وقایع از پیش اتفاق افتاده نیز همچنان جزو دنیای جدید محسوب می‌شد.ند همچنین کمیکهای دی‌سی از شماره ۱ منتشر شدند و دی‌سی با این اقدام انقلابی موج جدیدی از خوانندگان را جذب کرد.

## بیوگرافی شخصیت داستانی
بری آلن یک دانشمند پلیس است (کار او در فلش: آیرون هایتز وان شات به دانشمند صحنه جرم تغییر کرد) با شهرت به کندترین، دیر کردن‌های مکرر، که باعث ناامید کردن نامزدش؛ آیریس وست می‌شود. به عنوان مثال غیبت او در صحنه جرم برای حل آن.
یک شب، وقتی او در حال کار کردن روی یک پرونده تا دیر وقت در آزمایشگاهش است، یک صاعقه به او برخورد کرد و بعد از بهوش آمدن، بری آلن متوجه می‌شود که می‌تواند به‌طور ما فوق تصور سریع بدود و حس‌هایش به عکس العمل‌هایش تطابق سریع دارد. او لباسی قرمز با یک صاعقه در وسط آن به تن می‌کند و خود را فلش می‌نامد (لقب قهرمان کامیک بوک دوران بچگی‌اش، جی گریک) و تبدیل به مبارز جرم و جنایت در سنترال سیتی می‌شود.
فلش یک حلقه دارد برای قرار دادن لباس در آن وقتی در حالت یک شخص معمولی است. این حلقه می‌تواند لباس را از حالت فشرده در بیاورد هر گاه که بری به آن احتیاج دارد و دوباره آن را با کمک یک گاز خاص به جای خود برگرداند. همچنین بری یک تردمیل طراحی می‌کند که مخصوص سفر در زمان است و در داستان‌های بسیار زیادی از آن استفاده شده است. بتمن در یکجا می‌گوید: بری از آن اشخاص است که اگر پدر و مادرم کشته نشده بودند دوست داشتم به آن تبدیل شوم.

### لیگ عدالت
همان‌طور که در لیگ عدالت آمریکا #۹ نشان داده شده است، وقتی زمین مورد تهاجم ارتش فضایی‌های می‌شود که فرستاده شده‌اند تا زمین را فتح کنند، بعضی از بزرگ‌ترین قهرمانان به نیرو می‌پیوندند. (بری آلن هم یکی از انهاست) در حالی که همه قهرمانان به‌طور فردی با بیگانگان می‌جنگند و تقریباً تمام آن‌ها را شکست می‌دهند توسط یک بیگانه جنگجو شکست داده می‌شوند و تنها با همکاری یکدیگر می‌توانند آن را شکست دهند و پس از آن تصمیم به ایجاد لیگ عدالت می‌گیرند.
در طول سال‌ها، او به بلک کنیری و زاتانا کمی علاقه پیدا می‌کند اما او هیچ وقت این رابطه را ادامه نمی‌دهد بخاطر عشق واقعی او یعنی آیریس وست که در نهایت با او ازدواج می‌کند. بری آلن همچنین یک دوست خوب برای فانوس سبز می‌شود که باعث ایجاد موضوع سری محدود فلش و فانوس سبز: شجاع و پررنگ می‌شود.
در فلش شماره ۱۲۳ فلش‌های دو جهان آلن به زمین دو منتقل می‌شود جایی که با جی گریک ملاقات می‌کند، فلش اصلی دنیای دی‌سی: نشان می‌دهد که ماجراهای جی گریک زمین ۲ در کمیک بوک در زمین ۱ نوشته شده است. این داستان چندین رویکرد را در دی سی آغاز کرد و با تیم‌های جدید لیگ عدالت آمریکا از زمین ۱ و زمین ۲ ادامه یافت. در داستان کلاسیک فلش شماره ۱۷۹ "واقعیت یا داستان" آلن به داخل جهان می‌افتد و ناگهان سر از زمین پرایم درمی‌آورد که نمایندهٔ جهان "ماً است. او به دنبال نویسنده کمیک بود جولیا شوارتز می‌گردد تا با کمک او تردمیل کیهانی را بسازد تا بتواند به خانه برگردد. او همچنین برادر آیریس یعنی والی وست را پیدا می‌کند که قدرت‌هایی همانند بری را در یک تصادف بدست آورده است.

## در رسانه‌ها
فلش همچنین دارای دو سریال تلوزیونی است در سریال سال ۲۰۱۴ گرنت گاستین نقش بری آلن را ایفا می‌کند و در سریال سال ۱۹۹۰ جان ویسلی شیپ در نقش بری آلن را ایفا می‌کند که در سریال فلش ۲۰۱۴ نقش پدر بری آلن هنری آلن را ایفا می‌کند. فلش یک بازی ویدویی محصول سال ۱۹۹۳ نیز دارد
جدیدترین اخبار سینما و تلویزیون، اطلاعات جدیدی از فیلم فلش منتشر شده است. اندی موشیاتی که پیش از این وظیفه کارگردانی فیلم آن و آن: بخش دوم را بر عهده داشته وظیفه کارگردانی این فیلم مورد انتظار از دنیای (دی سی) را بر عهده گرفت، در مصاحبه با That HashTagShow ضمن تأیید کارگردانی فیلم فلش گفت که این فیلم قرار است یک نسخه متفاوت از داستان Flashpoint که طرفداران انتظارش را دارند، باشد. مدت زمان زیادی می‌شود که شایعاتی مبنی بر اینکه این فیلم قرار است براساس داستان فلش‌پوینت که به آن اشاره شد ساخته شود، منتشر شده بود که در آن بری آلن باعث ایجاد تغییراتی در گذشته بسیاری از شخصیت‌ها می‌شود.
ازرا میلر بار دیگر نقش شخصیت بری آلن ملقب به فلش را در فیلم فلش بازی کرد. همچنین وظیفه نوشتن فیلمنامه فیلم فلش بر عهده کریستینا هادسون، نویسنده فیلم‌های بامبلبی و پرندگان شکاری است. فیلم فلش در نهایت در تاریخ ۱۶ ژوئن ۲۰۲۳ در ایالات متحده اکران شد.